# The Radio Tisdas Sessions
The Radio Tisdas Sessions è il primo album discografico del gruppo tuareg Tinariwen. L'album è stato registrato a  Radio Tisdas in Kidal dai produttori francesi Justin Adams e Lo'Jo.

## Tracce
1. Le Chant des Fauves - 7:30
2. Nar Djenetbouba - 4:44
3. Imidiwaren - 6:24
4. Zin es Gourmeden - 5:19
5. Afours Afours - 5:24
6. Tessalit - 3:56
7. Kheddou Kheddou - 6:10
8. Mataraden Anexan - 5:45
9. Bismillah - 4:20
10. Tin-Essako - 3:11

## Formazione
- Ibrahim ag Alhabib: chitarra e voce
- Kedhou ag Ossad:  chitarra e voce
- Mohamed ag Itlal:  chitarra e voce
- Alhousseini ag Abdoulahi: chitarra, basso e voce
- Alhassan ag Touhami:  chitarra, percussioni e voce
- Foy Foy: chitarra elettrica e voce
- Saïd ag Iyad: percussioni
- Nina: coro
- Anini: coro
- Bogness: coro